# Amtsgericht Kontopp

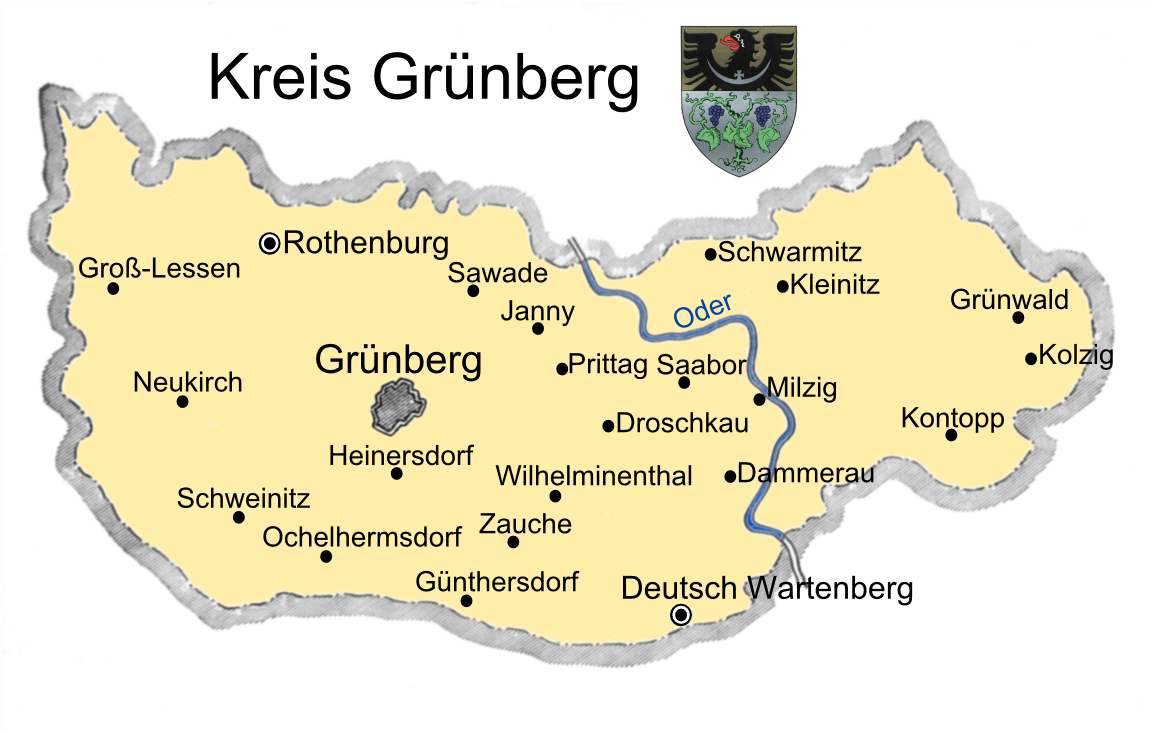
Kreis Grünberg

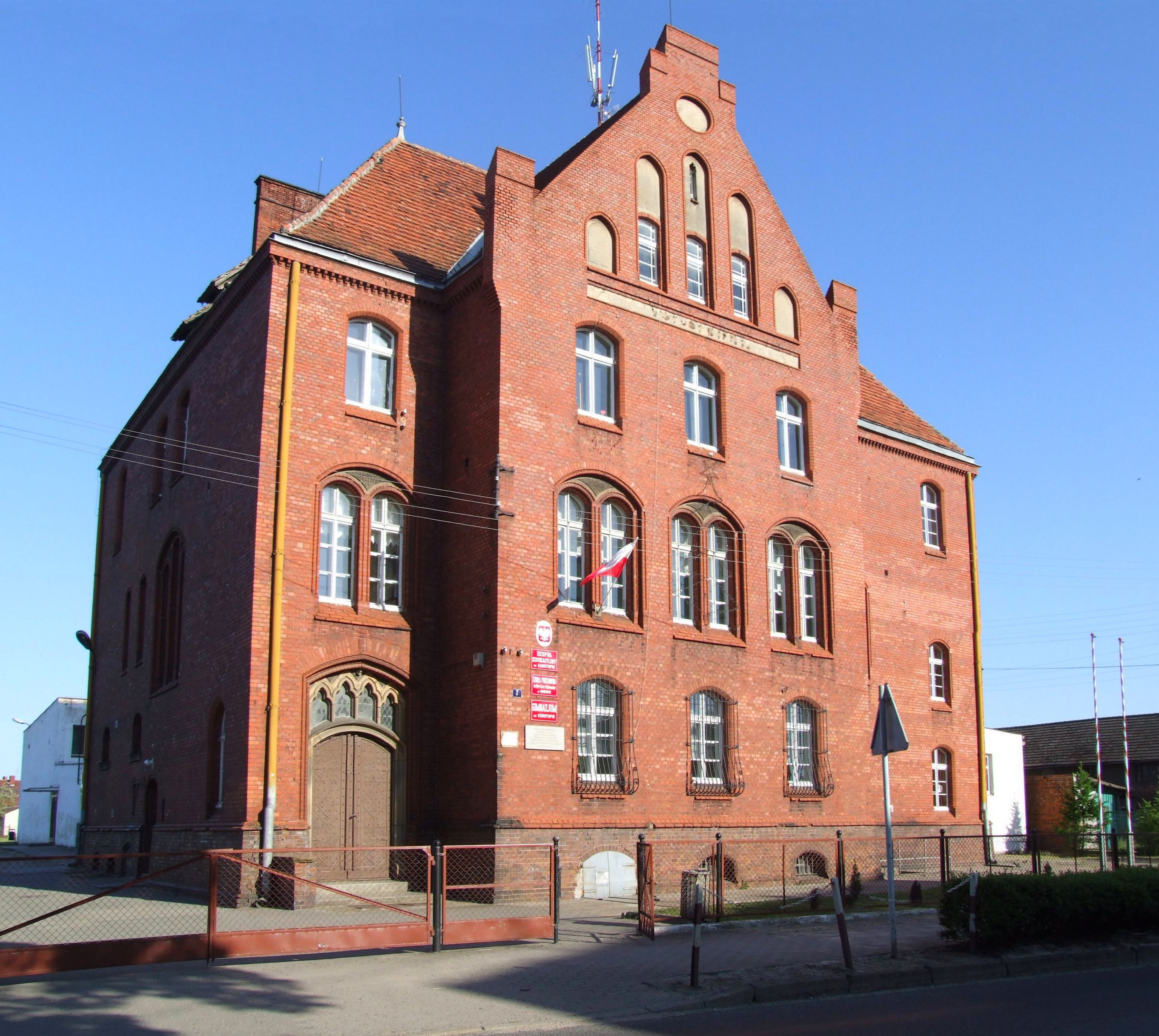
Ehem. Amtsgerichtsgebäude (2009)

Das Amtsgericht Kontopp war ein preußisches Amtsgericht mit Sitz in Kontopp.

## Geschichte
Der Landkreis Grünberg i. Schles. wurde durch die Oder in einen Teil rechts und links der Oder geteilt. Im Kreis gab es keine feste Brücke, was -insbesondere im Winter oder bei Hochwasser- den Anwohnern rechts der Oder es erschwerte, die Kreisstadt zu erreichen. Im Jahre 1849 wurden in Preußen Kreisgerichte gebildet, die für jeweils einen Landkreis als erstinstanzliche Gerichte dienten. Am Kreisgericht Grünberg wurde daher die Gerichtskommission Kontopp eingerichtet. Aufgrund der Reichsjustizgesetze wurde das königlich preußische Amtsgericht Grünberg mit Wirkung zum 1. Oktober 1879 als eines von 14 Amtsgerichten im Bezirk des Landgerichtes Glogau im Bezirk des Oberlandesgerichtes Breslau gebildet. Auch sein Gerichtsbezirk umfasste den Landkreis Grünberg i. Schles. In Kontopp wurden nun Gerichtstage abgehalten.
Diese Lösung war politisch umstritten. Der Wunsch der Einwohner der rechten Oderseite war, stattdessen ein Amtsgericht in Kontopp zu bilden. Im Jahre 1889 wurde beschlossen, ein eigenständiges Amtsgericht Kontopp zu errichten. Dies erfolgte 1892 und der Amtsgerichtsbezirk Grünberg wurde damit geteilt. Eine der sechs Richterstellen des Amtsgerichtes Grünberg wurde damit abgebaut und stattdessen eine Amtsrichterstelle in Kontopp geschaffen. Mit der Verordnung über die Aufhebung von Amtsgerichten vom 30. Juli 1932 wurde das Amtsgericht Carolath zum 30. September 1932 aufgehoben und sein Sprengel auf die Amtsgerichte Beuthen O.S., Glogau, Kontopp, Neusalz verteilt. Zum Amtsgericht Kontopp kamen damit die Landgemeinden Buchwald, Eichau, Kattersee und Liebenzig.
Im Jahre 1945 wurde der Amtsgerichtsbezirk unter polnische Verwaltung gestellt, und die deutschen Einwohner wurden vertrieben. Damit endete auch die Geschichte des Amtsgerichtes Kontopp.